# Sipylus rotundatus
Sipylus rotundatus är en insektsart som beskrevs av William D. Funkhouser 1927. Sipylus rotundatus ingår i släktet Sipylus och familjen hornstritar. Inga underarter finns listade i Catalogue of Life.